# Иглс, Джинн
Джинн Иглс (англ. Jeanne Eagels; 26 июня 1890 — 3 октября 1929) — американская актриса. Достигла популярности на Бродвее, где была одной из «Девушек Зигфелда». Позже, покинув театральную сцену, переместилась в кино, где снялась в нескольких кинофильмах.
Джинн Иглс родилась в 1890 году. Была второй из шести детей в семье; у неё было три брата и две сестры.
В 1929 году Иглс должна была вновь вернуться на Бродвей для участия в новой пьесе, но внезапно скончалась в частной клинике в Нью-Йорке в возрасте 39 лет. Медицинские эксперты расходились во мнении о точной причине смерти Иглс, но в прессе витала информация о злоупотреблении актрисы алкоголем и героином. Актриса была посмертно номинирована на премию «Оскар» (впервые в истории кинематографа) за свою роль в фильме «Письмо», но премию получила Мэри Пикфорд.

## Личная жизнь
Первый раз вышла замуж за актёра Мориса Дубинского. У них был сын. В 1925 году Иглс вышла замуж за футболиста Теда Коя. У них не было детей, и они развелись в 1928 году.